# Узеир Хаџихасановић
Узеир Хаџихасановић (Сарајево, датум непознат — Сарајево, 1943) био је муслимански политичар и трговац. Као политичар се истакао у првим годинама Другог свјетског рата.

## Биографија
Рођен је у сиромашној породици и у почетку је радио као порески достављач. Након тога се бавио трговином и као вјешт трговац постао је један од најбогатијих људи у Сарајеву. До почетка Првог свјетског рата био је члан Самосталне муслиманске странке Есада Куловића. Југословенској муслиманској организацији (ЈМО) је приступио 1919. и постао један од најближи савјетника Мехмеда Спахе. Испред странке је биран за члана Сената Краљевине Југославије.
Влада Милана Стојадиновиће послала је Хаџихасановића у име Сената на Конгрес за одржавање арапских и исламских права на Палестину у Каиру 1938, гдје је у свом говору истакао да се „муслимани Краљевине Југославије” саосјећају са Палестинцима.

### Други свјетски рат
Муслиманска елита је од самог почетка била суздржана према НДХ и држала се линије ЈМО за постизање босанске аутономије. У првом седмицама након стварање НДХ, група политичара из БиХ — Муслимана, Срба и Хрвата који су се супротстављали усташама, али су били спремни за сарадњу са окупаторима — послала је њемачким војним властима меморандум у којем оспорава законитост укључења БиХ у НДХ и тражи успостављање непосредне њемачке војне администрације у цјелокупној БиХ. Иницијатор апела био је истакнути члан ЈМО и фактички вођа проњемачког, али и антиусташког, крила муслиманске елите Хаџихасановић.
У љето 1941. Џафер Куленовић и он окупили су у Добоју истакнуте припаднике бивше ЈМО да усвоје нову муслиманску стратегију. Упркос отпору већине присутних, Куленовић је, уз подршку Хаџихасановића, одлучио да уђе у Владу НДХ као противтежа Хакији Хаџићу и члановима МО ХСС. Делегација виђених Муслимана на челу са Куленовићем и Хаџихасановићем предала је 14. августа Павелићу изјаву лојалности НДХ.
Врхунац дјеловања германофилског, антиусташког крила муслиманског аутономашког покрета и кампање за аутономне оружане снаге био је меморандум упућен Адолфу Хитлеру 1. новембра 1942. којим се захтијевала аутономија Босне у оквиру Нацистичке Њемачке. Сматра се да се међу ауторима меморандума налазе Мухамед Панџа и Хаџихасановић, који су били дио групе водећих муслиманских политичара који су дјеловали под називом „Народни одбор”.
Истакнути члан Покрајинског комитета КПЈ у БиХ Авдо Хумо састао се у новембру 1941. са Хаџихасановићем, уз помоћ члана Самосталне демократске странке Заима Шарца. Хаџихасановић је током састанка изразио подршку партизанском слогану „Братство и јединство” и заштити муслиманских права. Међутим, сумњао је у способност партизана да заузму водећу позицији у политици БиХ. Одговарајући на Хумово настојање да привуче Хаџихасановића у НОП, изјаснио се „против оружане сарадње. Уопштено, таква сарадња би значила утапање Муслимана у покрет у којем би се изгубила њихова посебност”.
Преминуо је у Сарајеву 25. септембра 1943. године. Сахрањен је на Великом гробљу на Хриду.